# Векна (Дивні дива)
Векна — головний антагоніст четвертого сезону серіалу «Дивні дива» . Його зображує Джеймі Кемпбелл Бовер у дорослому віці та Рафаель Люс у дитинстві.

## Біографія
Після переїзду в новий дім у Хокінс у 1959 році малий Генрі виявив, що має чудові психокінетичні здібності та може маніпулювати сприйняттям інших. Спонуканий людиноненависницькою та нігілістичною філософією, Генрі використав свою силу, щоб психологічно катувати свою родину, зрештою вбивши матір і сестру. Після того, як батька Генрі, Віктора, помилково визнали вбивцею, його ув'язнили та ще більше довели до божевілля. Ці події зацікавили доктора Мартіна Бреннера, який відвіз Генрі до Національної лабораторії Хокінса для вивчення; він отримав позначення 001, ставши першою піддослідною дитиною лабораторії. Бреннер імплантував в шию Генрі, мініатюрний пристрій, який пригнічував його сили і відстежував його рухи; за словами самого Генрі, він став «в'язнем». З часом хлопець працював одним із кількох санітарів, які допомагали Бреннеру та відвідували лабораторію. Доктор продовжував копіювати здібності Генрі в сімнадцять інших піддослідних дітей, які також були обмежені пересуванням і життям у межах лабораторії.
У 1979 році Генрі обманом змусив піддослідну Одинадцять видалити чіп за допомогою її сил. У пориві гніву він використав свої відновлені сили, щоб жорстоко вбити інших піддослідних і робітників, і спробував зробити те саме з Одинадцятою, коли вона відмовилася йому допомагати. Однак Одинадцять зрештою здолала його, відправивши через ворота до Навиворота; там він поступово перетворився на істоту, відому як Векна. Генрі став дослідником виміру, відкривши екзотичну, схожу на шторм масу частинок, і використав свої сили, щоб перетворити її на гігантську, схожу на павука істоту, яка стала відомою як «Мозкожер».
У 1983 році Одинадцять випадково відкрила другі тимчасові ворота в лабораторії Гокінса, коли їй довелося вступити в контакт із розумом вулика. Векна, діючи через Мозкожера та розум вулика, зробив дві окремі спроби знищити людство в 1984 та 1985 роках: він спочатку оволодів Віллом Баєрсом і послав армію демогоргонів атакувати лабораторію Хокінса, а потім заволодів великою групою людей і використав їхню плоть, щоб створити гігантського павукоподібного монстра в образі Мозкожера. В обох випадках Одинадцять та її союзники зрештою зірвали плани Векни, закривши ворота до Навивороту.
У 1986 році Векна відновився, застосувавши більш прямий підхід у своїх спробах знищити людство. Він почав вбивати безліч жителів Гокінса, мучачи своїх жертв силою прокляття та використовуючи їхню смерть, щоб відкрити низку нових воріт. Дастін Хендерсон, Ненсі Вілер, Макс Мейфілд та інші почали розслідувати вбивства, назвавши вбивцю «Векна» на честь персонажа з Dungeons & Dragons . Зусилля групи перемогти монстра завершилися подвійним нападом: Одинадцять використала психічну проекцію, щоб протистояти Векні у власному розумі, тоді як Ненсі, Стів і Робін вирушили до перевернутої версії дому Кріл, щоб атакувати його справжнє тіло. Незважаючи на важке поранення, група не змогла зупинити Векну в реалізації його планів знищити як Хокінса, так і весь світ.

## Особистість
Генрі Кріл був глибоко  егоцентричним,  мізантропічним і  нігілістичним. У якийсь момент у дитинстві він почав ображаючись на інших людей, вважаючи все людство расою зіпсованих, оманливих паразитів і «унікальним типом шкідників». Він засудив людське суспільство як штучну, безглузду конструкцію, яка заперечує основоположний порядок природи. Хоча Генрі розумів, що людство глибоко недосконале, він не зміг прийняти або зрозуміти, що він теж був недосконалим. Хлопець використовував свою філософію та світогляд, щоб виправдати власні ірраціональні акти насильства. Генрі вважав могутніх створінь за своєю суттю вищими та кращими за слабких, що відображено в його захопленні павуками-чорними вдовами. На його думку, хижі чорні павуки внесли «баланс і порядок у нестабільну екосистему». Генрі побачив себе в подібному світлі через наявність особливих здібностей і вирішив, що краще стане «хижаком», ніж добре пристосованим членом суспільства; він жадав змінити світ на власний смак. Генрі відкидав усі аспекти суспільства - особливо згадуючи одиниці часу, такі як "секунди, хвилини, години, дні, тижні, місяці, роки" - як не що інше, як складну брехню. Подібним чином ті, хто постраждав від прокляття Векни, побачать старовинний годинник Кріла, який жахливо нав’язаний навколишньому середовищу, незвичайно вмонтований у дерево або в стіну. Через цей спотворений образ Генрі сформулював свою зневагу до концепції впорядкованого часу та сконструйованої природи людського суспільства ширше. Крім того, хлопець мав садистський і жорстокий характер; він робив усе можливе, щоб катувати і мучити своїх жертв, змушуючи їх знову пережити психологічну травму. Після того, як Генрі перетворюється на істоту, відому як Векна, він стає ще більш зловмисним, насолоджуючись муками, які завдає іншим. У його розумінні трупи жертв показані в жахливому вигляді, демонструючи, що Векна пишається своїми невимовними вчинками. Генрі виявився надзвичайно маніпулятивним і хитрим, коли переконав Одинадцять видалити чіп з шиї, який пригнічував його сили. Хоча його добра поведінка виявилася фасадом, він, здавалося, виявляв щиру зацікавленість у подальшій дружбі з Одинадцятою; однак вона не була зацікавлена в допомозі Генрі і швидко обернулася проти нього.
Незважаючи на свою ненависть до людства, Векна неохоче виявляв дрібку поваги до своєї зухвалої жертви, Макс Мейфілд , навіть описуючи її як «хоробру», і «набагато хоробрішу», ніж її «брат» ; незважаючи на це, Векна залишався твердо налаштованим на вбивство Макс, розглядаючи її смерть як засіб для досягнення своїх цілей, як і з іншими його жертвами.

## Зовнішність
Після того, як  Одинадцять транспортувала Генрі до Навивороту, він провалився крізь вимір на тривалий період, під час якого був жахливо обпалений і спотворений ударами блискавки. Поки Генрі досліджував таємничу сферу, те, що залишилося від його одягу в лабораторії Гокінса, перетворилося на лахміття, а його зіниці одна за одною блідли й нагадували туман.
Після контакту з попередньо сформованою версією Мозкожера його зовнішність змінилася ще більш драматично. Хоча його фігура залишалася переважно гуманоїдно, внутрішня біологія глибоко переплелася з корінням і лозами Навивороту, замінивши більшу частину початкового тіла. Крім того, зник його людський ніс, а ліва рука стала подовженою з кігтями замість пальців. Лише мізерна ділянка блідої оголеної плоті на грудях Векни —  шкіра, позбавлена сонячного світла — наводила на думку, що ця істота колись могла бути людиною.

## Сила
1. Телепатія та психічна проекція.
Генрі Кріл міг проникати в свідомість інших, використовуючи спогади та страхи своїх жертв проти них. Він міг викинути свою свідомість за межі свого тіла, щоб досліджувати приватне життя жителів міста Гокінс. Телепатичні здібності Векни спочивали в ньому, але, фізично з’єднавшись із виноградними лозами Навивороту через точки з’єднання на спині, він занурювався в медитативний стан, зміцнюючи свої сили. 
2. Психічне маніпулювання.
Векна викликав у своїх жертв галюцинації проти їхньої волі; він доповнює або замінює їх звичне сприйняття реальності неіснуючими явищами на свій вибір. Векна сподівався психологічно «зламати» своїх жертв, використовуючи їхні спогади, травми та проблеми з психічним здоров’ям; він адаптував  та персоналізував кожну галюцинацію, щоб максимізувати дестабілізуючий вплив на психічний стан жертви.
Хоча галюцинації сильно відрізнялися від жертви до жертви, у Векни була свого роду «візитна картка»: коли ритуал прокляття вступав у фінальну стадію, жертви Векни побачили старовинний дідусевий годинник — особливу реліквію дитинства Генрі — який жахливо нав’язувався світові навколо них.
3. Створення галюцинацій.
У якийсь момент Векна отримав здатність вигадувати уявні місця, і завдяки своїй силі прокляття міг змусити  жертв галюцинувати, що вони живуть у цих місцях. Найбільш характерним із цих місць було представлення власного розуму Векни; це вимір було оповите багряним туманом і всіяне органічними чорними структурами, схожими на шпиль. Зокрема, деконструйована та фрагментована версія будинку дитинства Генрі, розташована в центрі виміру.
4. Створення воріт.
Генрі відкрив ворота між Навиворотом і Гокінсом, здійснюючи психічні зв’язки між вимірами, зрештою вбивши жертву з іншого боку. Накопичення енергії, породженої психічним зв'язком, різко вибухне після смерті жертви; потужність, яку можна використати, щоб пробити отвір через розмірний бар'єр.
5. Психічна абсорбція.
За словами доктора Бреннера, Векна забрав би «все» у своїх жертв і «все, чим вони коли-небудь стануть», включаючи їхні спогади та здібності. Психічні аватари його померлих жертв залишалися в Лігвищі Розуму після їх смерті, прив’язані виноградними лозами до різних стовпів і стовбурів дерев.
6. Зв'язок "вулика".
З Мозкожером на його боці сили Векни значно розширилися. Тіло Мозкожера могло розколотися на менші частини, розділяючи колективну свідомість. Ці менші частини могли володіти іншими створіннями та істотами, прив’язуючи їх до тієї самої основної свідомості; через нього Векна міг з’єднати різні форми життя зі спільним розумом вулика, а його воля була на вершині ланцюга. Через розум вулика різноманітні істоти потрапили під контроль Векни, включаючи «демогоргонів», «одержимих» 1985 року та «демобатів», а також коріння та виноградні лози, розкидані по поверхні Навивороту. Крім того, завдяки своєму контролю розуму вулика, Векна наблизився до майже всезнаючого розуміння своєї території. Якщо Демобату стало відомо про порушника в Навивороті; Вечна миттєво дізнався б. Так само, якби невдалий відвідувач наступав на виноградну лозу, Векна міг негайно відреагувати та поширити свою волю, змусивши виноградні лози почати діяти та атакувати. Однак інколи його зв’язок зі своїми рабами виявлявся явною вразливістю.
7. Телекінез і індукція болю.
Генрі міг контролювати та маніпулювати твердою матерією за допомогою свого розуму. Спочатку ця сила була обмежена легкими об’єктами, такими як маленькі тварини та стрілки старовинного годинника, але завдяки практиці та навчанню він швидко став достатньо потужним, щоб впливати на дорослих людей і міцні сталеві предмети. Генрі використовував свою силу, щоб змусити своїх жертв левітувати, ламаючи всі кістки в їхніх тілах. Крім того, Генрі завдавав незначних травм або дискомфорту своїм жертвам, такі як носові кровотечі та головні болі. Однак ці симптоми можуть бути побічними ефектами глибшого психічного зв’язку, а не чимось навмисним.
8. Регенеративний лікувальний фактор.
Після трансформації тіла Генрі розвинув здатність швидко загоювати несмертельні травми. Коли Макс вирвала виноградну лозу на шиї Векни, його нелюдська біологія відреагувала та майже миттєво зажила; ліани на його шиї майже миттєво з’єдналися з незначними ознаками пошкодження. Пізніше, коли в нього стріляла Ненсі Вілер, уже ослаблений Векна все ще мав сильну витривалість, щоб вижити після численних вогнепальних поранень. Крім того, він виживав в «Навивороті» роками, незважаючи на те, що токсична атмосфера була небезпечною для людей протягом тривалого часу.
9. Вербальна маніпуляція
Навіть без своїх повноважень Генрі виявився надзвичайно здатним маніпулювати. Він обманом змусив Одинадцять видалити інгібітор за допомогою ретельно розробленого плану: він подружився з  Одинадцятою, сказав їй, що інші піддослідні планують її вбити, показав їй спосіб втекти з лабораторії, перш ніж відкрити їй свій імплант інгібітора. На той момент Одинадцять відчула борг перед Генрі і запропонувала видалити інгібітор, як і планував Генрі.

## Слабкі сторони
1. Музика.
Музика може досягти чутливих ділянок людського мозку, чого не можуть охопити самі слова. Якщо жертва Векни піддається музиці з реального світу, це порушить або вплине на її галюцинації; отримавши «рятувальний круг до реальності», жертва може знайти емоційну силу, щоб вижити, уникнути гніву Векни та повернутися до реальності. Жертви Віктор Кріл і Макс Мейфілд були піддані музиці, і таким чином знайшли в собі сили уникнути своєї смерті.
2. Імплант.
Мініатюрний пристрій невідомої технології, який при імплантації нейтралізує психокінетичні здібності людини.
3. Виснаження.
Якщо Генрі буде надмірно і постійно використовувати свої психічні здібності, він ризикує сильно втомитися. Генрі пояснив Одинадцятій, як він перенапружувався в дитинстві, в результаті чого втратив свідомість і впав у кому на кілька тижнів.
4. Інші люди, обдаровані силою.
Інші люди з сильнішою силою волі можуть здолати Генрі та атакувати його власними здібностями.
5. Фізичні атаки.
Вторгаючись у свідомість інших людей і прив’язуючись до ліан на горищі, Векна не помічає свого безпосереднього оточення, а тому є вразливим для нападу.
6. Вулик. 
Хоча контроль Векни над розумом вулика зробив його могутнім, двостороння природа психічного зв’язку також була вразливою точкою. Будь-який біль, який відчували пов’язані сутності, розподілявся між ними; фізичні страждання його рабів перенесуться на будь-яку іншу істоту в розумі вулика, включаючи самого Векну.

## Відносини з персонажами
1. Віктор Кріл
Дізнавшись про вчинки свого батька під час війни, Генрі дійшов висновку, що він був мерзотною людиною і заслуговував на тортури та примушення «зіткнутися зі своїми демонами». Віктор - єдиний член сім'ї, який залишився в живих донині.
2. Вірджинія Кріл
Генрі зневажав свою матір за те, що вона вважала його проблемною та розбитою дитиною. Її очевидне нерозуміння його справжньої природи викликало в нього бажання вбити мати. Вона померла першою в родині
3. Еліс Кріл
Точно невідомо, що Генрі відчував до своєї молодшої сестри, але, ймовірно, бачив її так само, як і всіх інших; дитину, яка відповідає суспільному шаблону конформізму. Еліс була останнім членом сім’ї, на якого напали та вбили, перш ніж Генрі впав у кому.
4. Доктор Мартін Бреннер
Хоча доктор Бреннер пообіцяв допомогти Генрі, хлопець не бачив у ньому нічого, що можна виправити, вважаючи, що він дбає лише про свої інтереси. Генрі відчував контроль і стримування як піддослідний і намагався боротися з авторитетом Бреннера. Це, однак, призвело до того, що той придушив здібності Генрі за допомогою імпланта та виключив його з групи тестування. Він тримав його санітаром, щоб контролювати дії хлопця, і час від часу вдавався до тортур, щоб тримати його під контролем. Врешті-решт Генрі був звільнений від контролю  за допомогою  Одинадцяти і вбив більшість своїх товаришів по випробуванню, перш ніж поранити Бреннера. Зрештою Генрі був переможений  Одинадцятою і телепортований до  паралельного виміру, що змусило Бреннера ще більше зацікавитися можливостями Одинадцяти. Хоча він образився на Генрі за вбивство інших дітей, Бреннер почувався винним і вважав, що не зміг «допомогти» своєму першому піддослідному, що змусило його перевірити здібності Одинадцяти за допомогою різноманітних експериментів, хоча насправді він був стурбований тим, щоб знайти Генрі в "темряві". Саме під час одного з цих експериментів Одинадцять випадково відкрила ворота між Хокінсом та іншим виміром, який згодом отримав назву «Навиворіт», що дозволило Генрі, пізніше відомому як Векна, відправити створінь, щоб завдати хаосу Хокінсу.
5. Одинадцять (Од)
Кілька років Генрі працював санітаром у лабораторії Хокінса під наказом Мартіна Бреннера і особливо віднайшов зв'язок з Одинадцятою, розуміючи її через те, що інші діти  часто знущалися над нею. Без відома Одинадцяти та інших випробуваних, Генрі насправді був піддослідним номер Один і першим у своєму роді, а Бреннер тримав його існування в таємниці від молодших випробуваних. Генрі дав пораду Одинадцятій використати її найтемніші спогади та спрямувати свій гнів і горе, щоб збільшити сили, порада, яка дозволила їй перемогти номер Два в бойових вправах. Коли його сили були відновлені, Генрі вбив інших дітей, стверджуючи, що зробив це, щоб врятувати Одинадцять, хоча насправді зробив це лише тому, що вважав інших піддослідних слабкими. Однак Одинадцята була нажахана діями Генрі, їхні відносини швидко стали антагоністичними; Генрі та Одинадцять вступили в психокінетичний бій, тоді Од використовувала свої сили, щоб вислати Генрі в альтернативний вимір. З цього моменту трансформований Генрі ставився до Одинадцятої як до заклятого ворога, постійно прагнучи знищити дівчину та її друзів.

## Цікаві факти
1. Точний вік і дата народження Генрі Кріла є предметом суперечок:
- В одній із газетних статей, яку прочитали Ненсі та Робін , описується, що «маленькому Генрі» було лише 12 років (у 1959 році).
- В інтерв’ю, опублікованому 2 червня 2022 року, брати Даффери сказали, що, за їхніми оцінками, у 1979 році Генрі було близько 20 років, а Метт Даффер конкретно сказав, що вважає, що йому було 29 років (тобто в 1959 році йому було лише 8 або 9 років). Однак Даффери також визнали відсутність впевненості в оцінках  віку, і що «хтось на Reddit», який говорить інакше, «може мати рацію».

2. Векна — третій персонаж у серіалі, який отримав прізвисько персонажа з D&D, після Демогоргона та Мозкожера.
3. Як не дивно, Векну не було додано до історії D&D до 1989 року.
4. Джеймі Кемпбелл Бовер слухав дез-метал-групи, такі як  Darkthrone і Mayhem, щоб допомогти йому увійти в образ персонажа. 
5. Наразі невідомо, які відносини у Генрі могли бути з Калі Прасад. Передбачається, що вона була б убита під час його розправи над піддослідними, якби не втекла; оскільки статус Генрі як Один не був загальновідомим, вона, ймовірно, не вважала його частиною родини, як це було з Одинадцятою.